# Leptogaster aganniphe
Leptogaster aganniphe là một loài ruồi trong họ Asilidae. Leptogaster aganniphe được Janssens miêu tả năm 1957. Loài này phân bố ở vùng nhiệt đới châu Phi.